# 차강사르

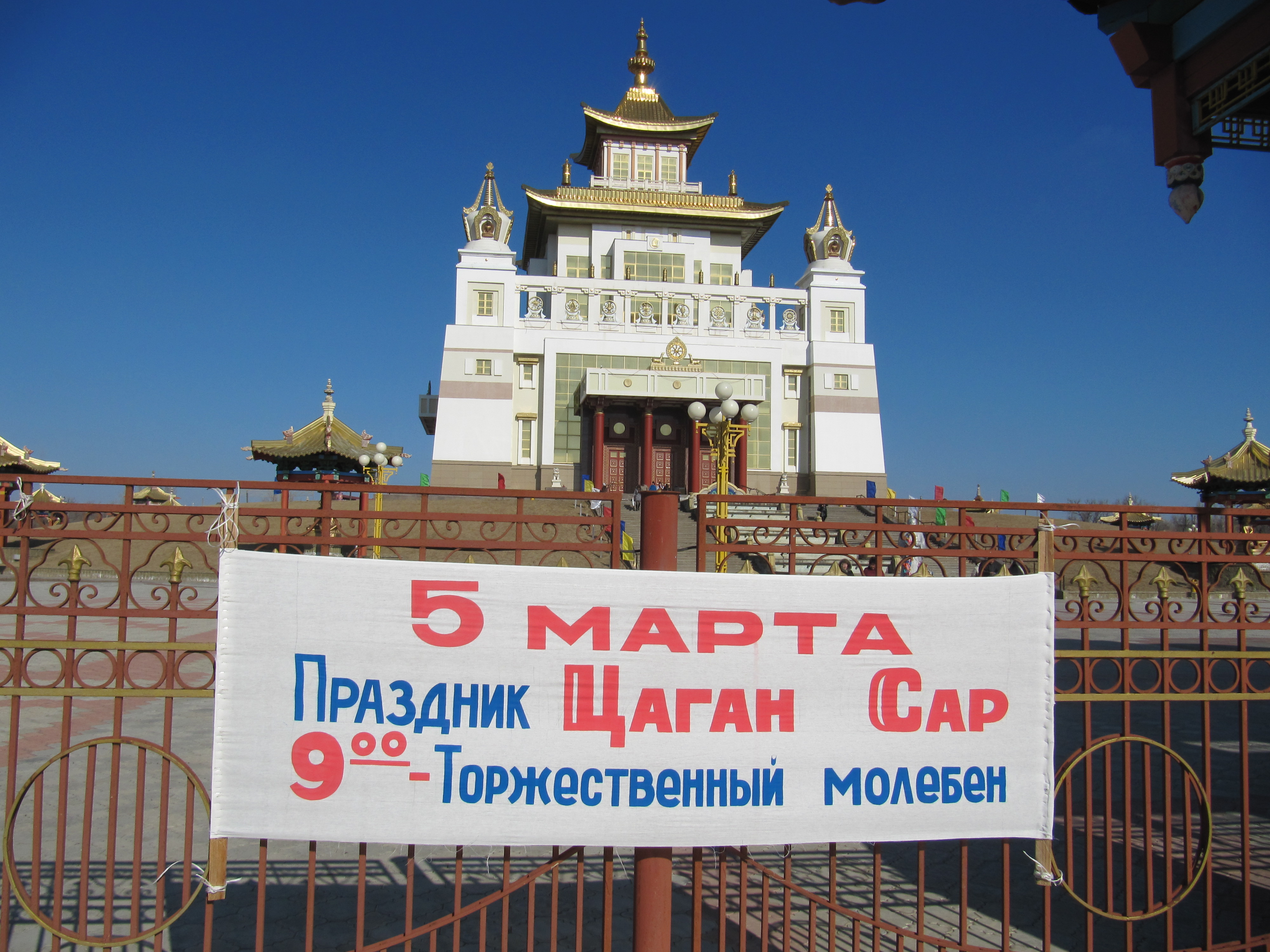
러시아 칼미크 공화국 옐리스타의 차강사르. 2011년 모습

차강사르(Tsagaan Sar, 몽골어: Цагаан сар, Cagán sar / ᠴᠠᠭᠠᠨ ᠰᠠᠷᠠ, 몽골어 발음: [t͡sʰaɢaːŋ sar], 흰 달, 즉 '백월'이라는 의미)로 알려진 몽골 음력설은 몽골력에 따르면 한 해의 첫 번째 날이다. 음력설 축제는 몽골족과 부랴트인 및 일부 튀르크족과 퉁구스족(만주족, 시버족)이 기념한다. 이 휴일에는 샤머니즘적인 영향이 있다.

## 타이밍
차강사르 축제는 음력 1월 1일부터 3일까지 진행된다. 차강사르는 몽골의 가장 중요한 명절 중 하나이다. 원래는 봄에 기념되었다.

## 같이 보기
- 나담
- 노루즈
- 울 보우